# Run for Cover (filme)
Run for Cover (br.: Fora das grades ou Atrás das Grades / pt.: O Fugitivo) é um filme de faroeste estadunidense de 1955, dirigido por Nicholas Ray  para a Paramount Pictures. Realizado em VistaVision. As filmagens do climax do filme foram nas ruínas Asteca no Novo México.

## Elenco
- James Cagney...Matt Dow
- Viveca Lindfors...Helga Swenson
- John Derek...Davey Bishop
- Jean Hersholt...Senhor Swenson
- Grant Withers...Gentry
- Jack Lambert...Larsen
- Ernest Borgnine...Morgan
- Ray Teal...xerife
- Irving Bacon...Scotty
- Trevor Bardette...Paulsen
- John Miljan...Prefeito Walsh
- Gus Schilling...Doutor Ridgeway

## Sinopse
O pistoleiro Matt Dow encontra o jovem caubói Davey Bishop e os dois se tornam amigos. Ao atirarem em um falcão, os condutores de um trem recentemente roubados no mesmo local ouvem os tiros e acham que é um novo assalto e jogam um malote de dinheiro na direção da dupla. Matt resolve ir até a cidade próxima para devolver o dinheiro mas ao chegarem nas proximidades ele e o amigo são emboscados pelo xerife que procurava os ladrões do trem. Os moradores reconhecem Davey que ficara gravemente ferido e percebem o erro do xerife, libertando Matt. Davey é levado para a fazenda da família dos imigrantes suecos Swenson para receber cuidados. Matt fica para ajudá-lo por se sentir responsável pelo que aconteceu. Davey se recupera mas fica mancando da perna. Matt fica ao lado do rapaz mas não consegue fazê-lo deixar de sentir rancor pelo que lhe fizeram.

## Trilha sonora
A canção-tema Run for Cover é de Howard Jackson com letra de Jack Brooks 